# Rogalice
Rogalice – wieś w województwie opolskim, w powiecie brzeskim, w gminie Lubsza.
Wieś położona jest na Równinie Oleśnickiej, na skraju Lasu Lubszańskiego (część Stobrawskiego Parku Krajobrazowego), przy szosie krajowej nr 39 łączącej Brzeg z Namysłowem.
We wsi jest stacja kolejowa z ok. 1909 roku, tartak, leśniczówka.

## Nazwa
W księdze łacińskiej Liber fundationis episcopatus Vratislaviensis (pol. Księga uposażeń biskupstwa wrocławskiego) spisanej za czasów biskupa Henryka z Wierzbna w latach 1295–1305 miejscowość wymieniona jest w zlatynizownej formie Rogaliti.

## Historia
Według spisu powszechnego z 1905 roku na 311 mieszkańców było 5 katolików, reszta to ewangelicy. Prawie wszyscy mieszkańcy byli dwujęzyczni (tj. ich językiem ojczystym był polski i niemiecki) a trzy osoby mówiły tylko po polsku. Był to wówczas ewenement zarówno w powiecie, jak i na całym Dolnym Śląsku.

## Zabytki
Do wojewódzkiego rejestru zabytków wpisany jest:
- park znajdujący się przy byłym nadleśnictwie, z końca XIX w. W nim dwa pomniki przyrody: dąb szypułkowy oraz rzadki okaz orzecha czarnego (rodem z Ameryki Północnej). Zniszczony[kto?].

Inne zabytki:
- pomnik-kapliczka z 1872 roku upamiętniająca śmierć pięciu mieszkańców wsi, którzy zginęli „za króla i ojczyznę” w wojnie prusko-francuskiej.

## W okolicy
- Rezerwat przyrody Rogalice
- Las Lubszański
- W skład sołectwa wchodzą: Smolarka i Książkowice